# Mercury Seven

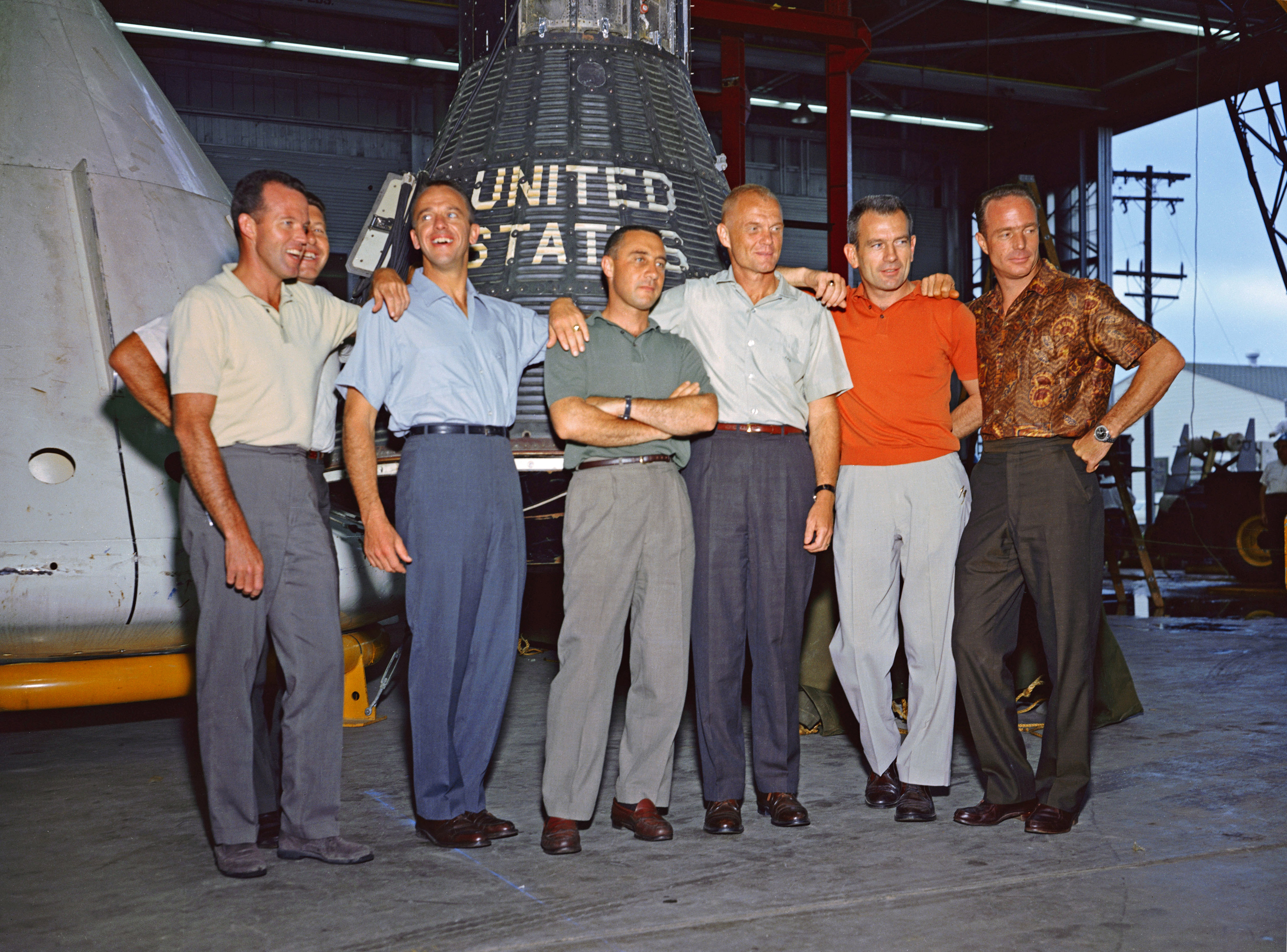
A Mercury-program hét űrhajósa

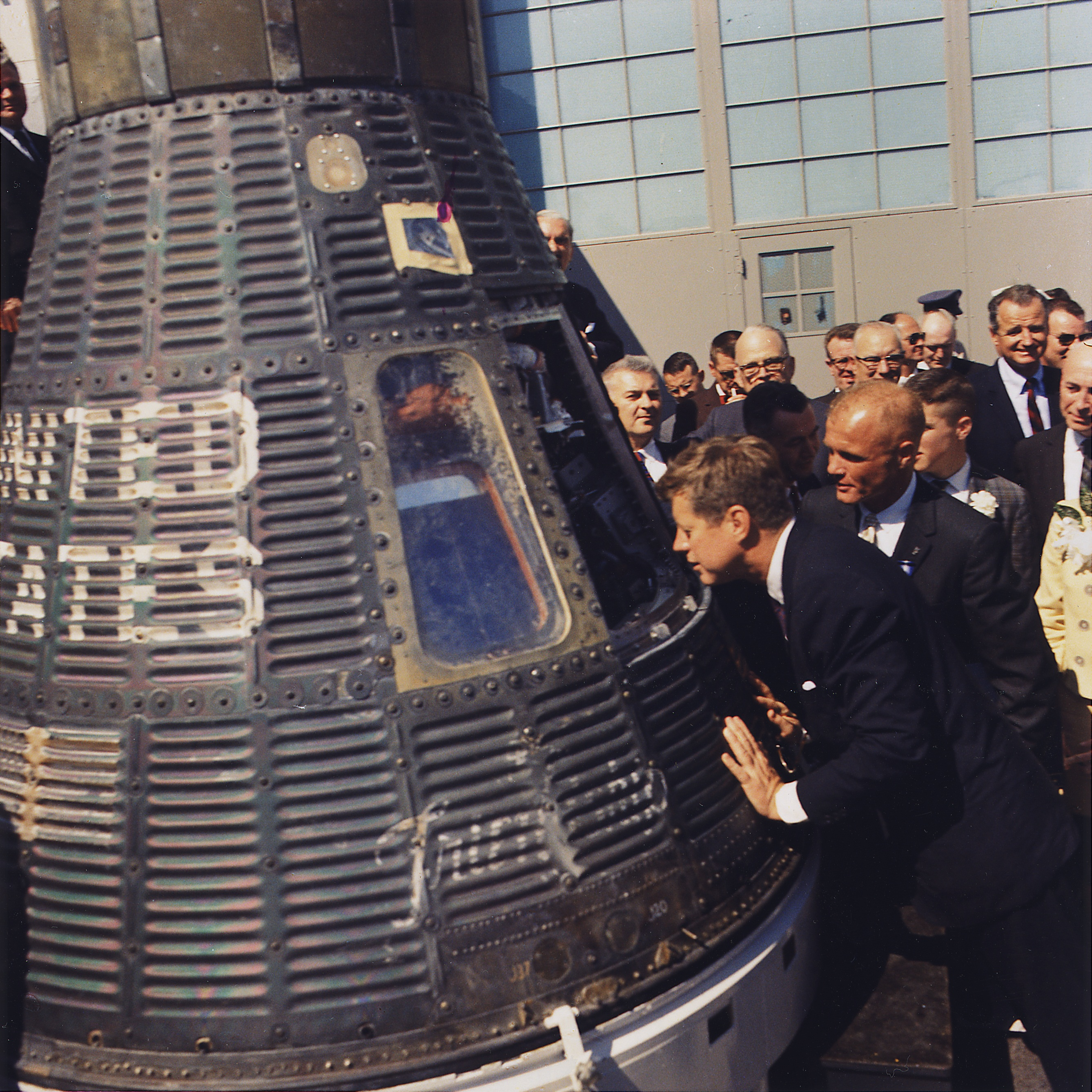
Kennedy elnök megtekinti a Mercury–Atlas–6 űrhajó visszatérő egységét (1962. február 23.)

A Mercury Seven a Mercury-program héttagú űrhajóscsapata, akiket 1959 áprilisáig választottak ki. 

## Története
1959. április 9-én a NASA egy washingtoni sajtókonferencián mutatta be őket. A csoport más nevei Original Seven (Eredeti Hét) vagy Astronaut Group 1 (1. Űrhajóscsoport). Az űrhajósok a Mercury-program, a Gemini-program és az Apollo-program repülésein vettek részt. Közülük csak Alan Shepard jutott el a Hold felszínére. Donald Slayton részt vett még az Apollo-Szojuz repülésen és John Glenn, mint a világ legidősebb űrhajósa, az amerikai űrrepülőgép STS–95 jelű repülésén.

### A Mercury Seven tagjai és repüléseik
- Scott Carpenter – Mercury–Atlas–7
- Gordon Cooper – Mercury–Atlas–9, Gemini–5
- John Glenn – Mercury–Atlas–6, STS–95
- Virgil Grissom – Mercury–Redstone–4, Gemini–3, Apollo–1
- Walter Schirra – Mercury–Atlas–8, Gemini–6A, Apollo–7
- Alan Shepard – Freedom 7, Apollo–14
- Donald Slayton – Apollo-Szojuz